# Classe Lepanto
La classe Lepanto est une classe de destroyers de la marine espagnole.

## Historique
Il s'agit de la classe Fletcher américaine, cédée à l'Espagne en vertu d'accords de collaboration militaires. Ils intègrent l'armada dès 1957 et sont suivis en 1972 par les autres destroyers de la Classe Churruca, anciennement Classe Gearing.

## Navires de la classe Lepanto
| Nom                 | Nom dans la US Navy | Chantier naval                            | Numéro | Lancé | Remis à l'Armada Espagnole | Rebut | Cause |
| ------------------- | ------------------- | ----------------------------------------- | ------ | ----- | -------------------------- | ----- | ----- |
| Lepanto             | Capps DD-550        | Gulf Shipbuilding Co Chickashaw-Alabama   | D-21   | 1943  | 1957                       | 1985  | Rebut |
| Almirante Ferrándiz | Taylor DD-551       | Gulf Shipbuilding Co Chickashaw-Alabama   | D-22   | 1943  | 1957                       | 1987  | Rebut |
| Almirante Valdés    | Converse DD-509     | Bath Iron Works Co Bath-Maine             | D-23   | 1942  | 1959                       | 1986  | Rebut |
| Alcalá Galiano      | Jarvis DD-799       | Todd Pacific Inc Seattle-Washington       | D-24   | 1944  | 1960                       | 1988  | Rebut |
| Jorge Juan          | McGowan DD-678      | Federal Shipbuilding Co Kearny-New Jersey | D-25   | 1943  | 1960                       | 1988  | Rebut |